# Auguste Techer
Auguste Techer, né le 17 mai 1912 à Saint-Louis (La Réunion) et décédé le 5 septembre 1968 à Aincourt (Val-d'Oise), est un militaire français, Compagnon de la Libération. 

## Biographie
Engagé volontaire à 18 ans comme soldat de 2e classe dans l’infanterie coloniale, il sert durant l’Entre-deux-guerres en Indochine. Peu avant le début de la Seconde Guerre mondiale, avec son unité il s'embarque pour le Levant. En juin 1940, avec toute sa compagnie, refusant la défaite après la bataille de France, il décide de poursuivre le combat aux côtés des Britanniques. Il se rallie aux Forces françaises libres en Palestine en juillet 1940. Il participe à la guerre du Désert avec le 1er bataillon d'infanterie de marine (1er BIM) puis le Bataillon d'infanterie de marine et du Pacifique (BIMP). Il prend part à la bataille de Bir Hakeim et la bataille d'El Alamein en Égypte. Après la victoire en Afrique du Nord sur les forces de l’Axe, il se bat ensuite pour la Libération de l'Europe. Avec la 1re division française libre, il prend part à la campagne d'Italie en mai-juin 1944, au débarquement de Provence en août 1944 et à la campagne de France jusqu'en Alsace. Nommé sergent en janvier 1945, il continue à se battre même après la capitulation de l'Allemagne nazie. Il repart en Indochine où il obtient la Médaille militaire. Démobilisé en 1950, il se rengage en 1953 et repart en Extrême-Orient jusqu'en 1955.

## Distinctions
- Compagnon de la Libération (décret du 7 mars 1941)[1]
- Médaille militaire
- Croix de guerre 1939-1945 avec palme
- Médaille coloniale avec agrafes "Libye" et "E-O"
- Médaille commémorative des services volontaires dans la France libre

## Hommages
- Sur son île natale de La Réunion, une rue a été baptisée en son honneur à Saint-Pierre[2],[3]
- Son nom est donné à la troisième unité de la série des Patrouilleurs d’Outre-mer, qui doit être livré en 2024 et sera basé à la Réunion[4]